# 吉田司雄
吉田 司雄（よしだ もりお、1957年 - ）は、日本の日本近代文学研究者。工学院大学教授。
専門は日本近代文学、文化研究、映像論。水道、猿、象、馬、動物園、ロボット、映画、ミステリー、オカルトなど、その関心領域は多岐にわたる。

## 経歴
東京都出身。早稲田大学第一文学部日本文学専攻卒業、同大学大学院文学研究科日本文学専攻博士後期課程中退。

## 共編著
編著に『探偵小説と日本近代』（青弓社）、共編著に『ディスクールの帝国―明治30年代の文化研究』（新曜社）、『文化のなかのテクスト』（双文社出版）、『文学年報１　文学の闇／近代の「沈黙」』『文学年報２　ポストコロニアルの地平 』（いずれも世織書房）、『機械＝身体のポリティーク』『ナイトメア叢書』シリーズ（いずれも青弓社）、共著に『メディア・表象・イデオロギー―明治三十年代の文化研究』（小沢書店）、『妊娠するロボット―1920年代の科学と幻想』（春風社）、『「学校の怪談」はささやく』『心霊写真は語る』『オカルトの帝国―1970年代の日本を読む』（いずれも青弓社）など。
- 『近代小説<都市>を読む』東郷克美共編　双文社出版　1999
- 『ディスクールの帝国―明治30年代の文化研究』金子明雄,高橋修共編　新曜社　2000
- 『妊娠するロボット―1920年代の科学と幻想』 （共著：春風社）2002
- 『探偵小説と日本近代』（編著：青弓社）2004
- 『ホラー・ジャパネスクの現在』一柳廣孝共編著　青弓社　2005　ナイトメア叢書
- 『機械=身体のポリティーク』中山昭彦共編著　2006　青弓社ライブラリー
- 『幻想文学、近代の魔界へ』一柳廣孝共編著　青弓社　2006　ナイトメア叢書
- 『妖怪は繁殖する』一柳廣孝共編著　青弓社　2006　ナイトメア叢書
- 『映画の恐怖』一柳廣孝共編著　青弓社　2007　ナイトメア叢書
- 『霊はどこにいるのか』一柳廣孝共編著　青弓社　2007　ナイトメア叢書
- 『女は変身する』一柳廣孝共編著　青弓社　2008　ナイトメア叢書
- 『コレクション・モダン都市文化 第40巻　探偵と小説』編　ゆまに書房　2008
- 『オカルトの惑星 1980年代、もう一つの世界地図』編著　青弓社　2009
- 『ナイトメア叢書 7 (闇のファンタジー)』一柳廣孝共編著　青弓社　2010
- 『ライブラリー・日本人のフランス体験 第10巻　歓楽と裏面のパリ』編　柏書房　2010
- 『ナイトメア叢書 8 (天空のミステリー)』一柳廣孝共編著　青弓社　2012